# Делауной, Луи
Луи Альбер Арман Этьен Делауной (Louis Albert Armand Etienne Delaunoij, 3 марта 1879 — 29 октября 1947) — нидерландский фехтовальщик, призёр Олимпийских игр.

## Биография
Родился в 1879 году в Амстердаме. В 1920 году принял участие в Олимпийских играх в Антверпене, где завоевал бронзовую медаль в командном первенстве на саблях.